# Roland Caillaux
Roland Raymond Ferdinand Caillaud (18.º arrondissement de Paris, 5 de janeiro de 1905 – 6.º arrondissement de Paris, 3 de dezembro de 1977) – conhecido profissionalmente como Roland Caillaux, e às vezes usando o pseudônimo Roland Caipland – foi um ator, artista e pintor francês. É conhecido por atuar em diversos filmes franceses nas décadas de 1920 e 1930, e por produzir e publicar ilustrações homoeróticas em meados do século XX.

## Arte
Caillaux é conhecido há muito tempo por ilustrar 20 lithographies pour un livre que j'ai lu (20 lithographs for a book I read), que acompanhavam um texto atribuído a Jean Genet com imagens da homossexualidade masculina, incluindo atividade sexual explícita. O livro foi publicado em abril de 1945, sem nome do autor, editora ou local de publicação, com tiragem de apenas 115 exemplares.
Neste texto, há trechos, porém variantes, de Notre-Dame-des-Fleurs and The Parade, poemas publicados por Marc Barbezat em 1948 em uma coleção intitulada Poems e assinada uma vez por Jean Genet (Edições L'Arbalète).
O estúdio de Roland Caillaud estava localizado na Rue Boulard, no 14.º arrondissement de Paris; é lá, entre 1944 e 1945, que Jean Genet conheceu o pintor através do modelo Édouard Dermit.
Nicole Canet, que redescobriu muitos dos desenhos de Caillaud, relata que ele herdou dinheiro dos pais e viveu como pensionista depois de ter sido ator. Ele morava na rue de l'Ancienne Comédie, 5. Em um livro de memórias, François Sentein conta que quando viajava de bicicleta até a rua Montpensier, onde morava Jean Cocteau, mantinha a bomba de bicicleta na mão, com medo de que fosse roubada.

## Atuação
Sob o nome de Roland Caillaux, ele apareceu nos seguintes filmes:
- 1924: La Galerie des monstres de Jaque Catelain
- 1928: Tire-au-flanc de Jean Renoir: o sargento
- 1929: Figaro de Tony Lekain e Gaston Ravel: Grippe-Soleil
- 1929: Le Ruisseau de René Hervil
- 1930: Soyons gais de Arthur Robison: Bruce
- 1930: Le masque d'Hollywood de Clarence G. Badger e John Daumery: Bing
- 1932: Baroud de Rex Ingram e Alice Terry: André Duval, sargento de Spahis
- 1932: Ce cochon de Morin de Georges Lacombe
- 1934: Itto de Jean Benoît-Lévy e Marie Epstein: Tenente Jean Dumontier

Ele atuou nas seguintes peças teatrais:
- 1929: La rouille de Vladimir Kirchon e Andreï Ouspenski, Théâtre de l'Avenue
- 1930: Juliette ou La clé des songes de Georges Neveux, Théâtre de l'Avenue
- 1930: La Passion de Edmond Haraucourt, Comédie-Française

## Pinturas, desenhos, ilustrações
- Raymond Voinquel en costume de marin, 30 x 23 cm, 1931
- Portrait de Christian Bérard dans l'atelier, 22 x 18 cm, 1937
- Gentilhomme de la Renaissance, aquarelle, 64 x 48 cm, 1937
- Jeune Femme à l’orientale, 72 x 50 cm, 1938
- Femme du désert, huile, 114 x 87 cm, 1939
- Village en bord de mer, huile, 54 x 81 cm, 1943
- Portrait d’adolescent, mine de plomb, 46 x 31 cm, 1944
- [frontispice] Mademoiselle de Murville de Roger Peyrefitte, éditions Jean Vigneau, 1947
- Le Pot ancien, huile, 81 x 65 cm, s.d.
- Verlaine et Rimbaud, fusain, 31 x 24 cm, s.d.

Alguns desenhos parecem ter sido assinados pelo pseudônimo Roland Caipland
Exposição(ões)
- 1933, Paris, Galerie des Quatre-Chemins